# Maxi Gnauck

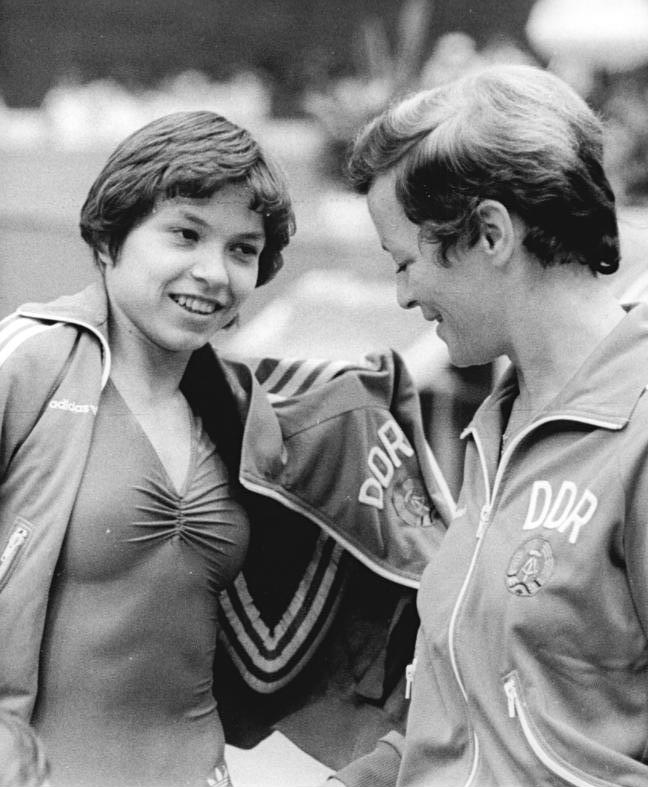
Maxi Gnauck und Hannelore Sauer bei einem Turn-Länderkampf der Frauen DDR gegen Ungarn, 12. bis 13. Mai 1984 in Wismar

Maxi Gnauck (* 10. Oktober 1964 in Ost-Berlin) ist eine ehemalige DDR-Kunstturnerin und Olympiasiegerin.

## Karriere
Gnauck wurde 1980 in Moskau bei den Olympischen Sommerspielen Olympiasiegerin am Stufenbarren für die DDR. Dazu gewann sie eine weitere Silbermedaille im Einzelmehrkampf und zwei Bronzemedaillen am Boden und im Mannschaftsmehrkampf. Zwischen 1979 und 1985 wurde Maxi Gnauck insgesamt sechsmal Weltmeisterin und fünfmal Europameisterin. Bei den Weltmeisterschaften 1979 kreierte sie die nach ihr benannte „Gnauck-Kehre“. Auch am Boden und auf dem Schwebebalken entwickelte sie mit ihrem Trainer Jürgen Heritz neue Turnelemente.
Die Leser der Tageszeitung Junge Welt wählten Maxi Gnauck 1980 zur Sportlerin des Jahres. Im Jahr 2000 wurde sie als erste deutsche Turnerin in die International Gymnastics Hall of Fame aufgenommen. Von 1993 bis 2004 arbeitete Maxi Gnauck in Norderstedt als Cheftrainerin des Kunstturnzentrums Harksheide, seit 2005 im Nordwestschweizerischen Kunst- und Gerätturnzentrum Liestal. Das Arbeitsverhältnis mit dem NKL wurde laut Internetauftritt des Zentrums im Dezember 2011 gelöst.
Seit 2012 arbeitet sie als Cheftrainerin des Bereichs Kunstturnen im Gym Center Emme in Utzenstorf.

## Auszeichnungen
In der DDR wurde Maxi Gnauck 1984 mit dem Vaterländischen Verdienstorden in Gold ausgezeichnet. Zum Abschluss ihrer sportlichen Laufbahn erhielt sie den Stern der Völkerfreundschaft in Silber.